# Менрва (богиня)
Менрва — этрусская богиня материнства и медицины, покровительница ремёсел и воительница. Одна из важнейших богинь этрусской мифологии.

## Происхождение
Происхождение этрусских богов вызывает много споров. Имя богини Менрвы корнями уходит в древнюю Италию. Некоторые учёные считают, что оно имеет этрусское происхождение, после чего было воспринято сабинами и другими италийскими культурами, а затем от них римлянами. Возможно, происходит от италийской богини луны *Meneswā — «та, кто измеряет». По другой гипотезе имя происходит из латинского. Древние авторы считали, что её имя связано с такими латинскими словами, как moneo («предупреждаю»), memoria («память») или minitor («угрожаю»), minor («грожу»), minuo («дроблю»). Карл Беккер также предполагает, что её имя содержит корень праиндоевропейского языка *men-, который связан в греческом языке в основном со словами, обозначающими «память» (ср. греческое "mnestis"/μνῆστις «память, воспоминание»), но который в большинстве индоевропейских языков в целом относился к «разуму».

## Культ
Вместе с Тином и Уни образовывала триаду верховных божеств, которую впоследствии переняли римляне в виде Капитолийской триады (Юпитер, Юнона и Минерва). В греческой мифологии такую троицу образуют Зевс, Гера и Афина.
Изначально Менрва почиталась как богиня материнства и покровительница рожениц, а одной из её ключевых сфер влияния являлось исцеление, особенно в контексте заботы о детях. Со временем, её культ расширился, охватывая покровительство различным профессиям мирного характера. Под влиянием образа Афины Менрва стала почитаться как богиня войны, в обязанности стала входить защита государства и городов, она также изображалась с военными атрибутами, присущими греческой богине, такими, как шлем, щит, копьё и эгида.
Для этрусков важную роль играли молнии и их положение на небе. В их мифологии метать молнии могли 9 избранных богов, в число которых входила и Менрва. Также важным аспектом культуры были предсказания. Этрусские жрецы специализировались на гаруспициях — гаданию по внутренностям жертвенных животных (в особенности на печени). На знаменитой печени из Пьяченцы её имя отсутствует, однако не исключено, что она записана там под именем tue.